# Witold Namyślak
Witold Tadeusz Namyślak (ur. 22 września 1959 w Ostaszewie) – polski polityk i samorządowiec, burmistrz Lęborka, poseł na Sejm VI kadencji.

## Życiorys
W 1979 został absolwentem Technikum Elektrycznego w Wejherowie. Studia o specjalności finansów przedsiębiorstw ukończył w 1983 na Wydziale Ekonomiki Produkcji Uniwersytetu Gdańskiego z tytułem zawodowym magistra ekonomii. Odbył także studia podyplomowe w Gdańskiej Wyższej Szkole Humanistycznej (pozyskiwanie funduszy pomocowych UE) oraz na Wydziale Ekonomicznym UG (zamówienia publiczne). Ukończył Studium Prawa Europejskiego w Warszawie, działające pod patronatem Wyższej Szkoły Studiów Międzynarodowych w Łodzi (gospodarka i fundusze europejskie). Odbył kursy i szkolenia w zakresie finansów i pozyskiwania środków UE.
W 1984 pracował w Izbie Skarbowej w Słupsku. W latach 1987–1990 był kierownikiem Zakładu Gospodarki Mieszkaniowej w Przedsiębiorstwie Gospodarki Komunalnej i Mieszkaniowej w Lęborku, a następnie do 1991 naczelnikiem Wydziału Gospodarki Komunalnej i Mieszkaniowej Urzędu Miejskiego w Lęborku. Od 1991 do 1993 był zastępcą burmistrza miasta Lęborka, następnie do 1998 pełnił funkcję burmistrza tego miasta. W wyborach samorządowych w 1998 uzyskał mandat radnego Lęborka z listy Akcji Wyborczej Solidarność. W okresie od 1998 do 2002 zajmował kolejno stanowiska członka zarządu i wicemarszałka województwa pomorskiego. Po wyborach samorządowych w 2002 powrócił na urząd burmistrza, w 2006 skutecznie ubiegał się o reelekcję.
W wyborach parlamentarnych w 2007 uzyskał mandat poselski z listy Platformy Obywatelskiej, otrzymując w okręgu gdyńsko-słupskim 9441 głosów.
W wyborach samorządowych z 21 listopada 2010 ponownie został wybrany na burmistrza Lęborka, w związku z czym 29 listopada tego samego roku utracił mandat poselski. W wyborach z 30 listopada 2014 oraz w wyborach z 4 listopada 2018 z powodzeniem ubiegał się o reelekcję na stanowisko burmistrza. W wyborach z 7 kwietnia 2024 nie został ponownie wybrany; uzyskał natomiast mandat radnego Lęborka.
W 1995 otrzymał Złoty Krzyż Zasługi, a w 2013 Srebrną Odznaką „Zasłużony dla Ochrony Przeciwpożarowej”.

## Życie prywatne
Witold Namyślak jest żonaty, ma dwóch synów.